# Бузмакова, Екатерина Ивановна
Екатери́на Ива́новна Бузмако́ва (род. 20 ноября 1982 года, д. Ефремята, Афанасьевский район, Кировская область, СССР) — российская дзюдоистка-паралимпиец, выступавшая в весовой категории до 57 килограмм, бронзовый призёр Паралимпийских игр, многократный призёр чемпионатов мира и Европы. Заслуженный мастер спорта России среди спортсменов с нарушением зрения.

## Награды
- Медаль ордена «За заслуги перед Отечеством» II степени (10 августа 2006 года) — за большой вклад в развитие физической культуры и спорта, высокие спортивные достижения на XII Паралимпийских летних играх 2004 года в городе Афинах (Греция).[2]
- Заслуженный мастер спорта России (2004).